# ITAG

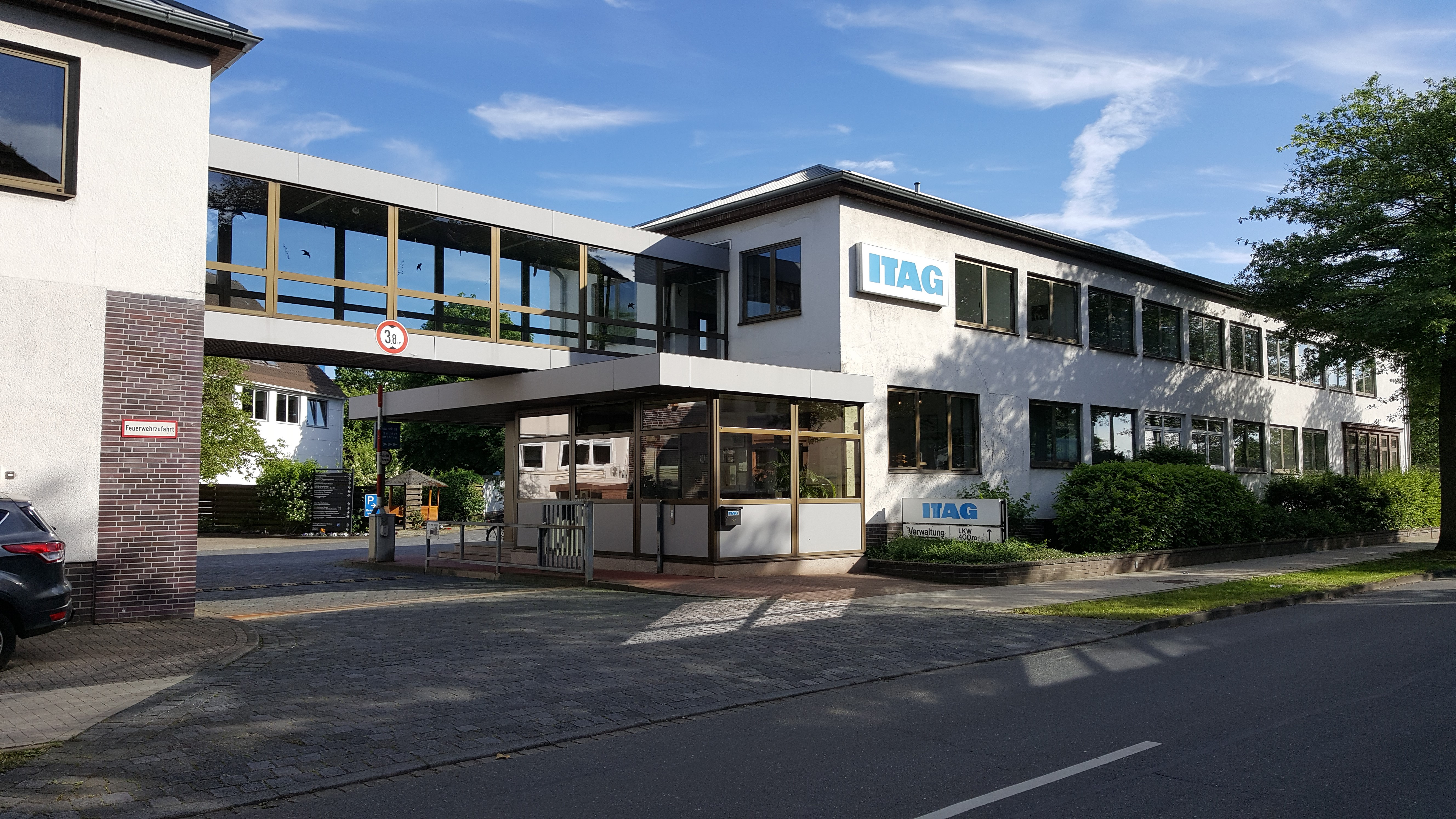
ITAG-Geschäftsstelle in Celle

Die ITAG-Gruppe ist ein internationales Service-Unternehmen für verschiedene Leistungen im Zusammenhang mit der Exploration und Produktion von Erdöl, Erdgas und Geothermie mit Sitz in Celle.

## Geschichte
Das Bohrunternehmen ITAG wurde im Jahre 1912 von dem Unternehmer Hermann von Rautenkranz in Hamburg als „Internationale Tiefbohrgesellschaft“ gegründet. Ein Jahr später wurde diese Gesellschaft nach Celle verlegt und vereint seitdem das Tiefbohren, die Erdölgewinnung und den Maschinenbau in einem Familienbetrieb.
Von 1987 bis 1994 beteiligte sich die ITAG am Kontinentalen Tiefbohrprogramm der Bundesrepublik Deutschland in Windischeschenbach, das aktuell tiefste bestehende Bohrloch der Welt.
1994 zog sich die Gründerfamilie von Rautenkranz aus der Firma zurück.
2001 erwarb die Arabian International Petroleum Corporation (AIPC), eine Firma des katarischen Geschäftsmannes Dr. Jaber A. Al Marri, rund 90 % des ITAG-Konzerns.

## Geschäftsfelder
Das umsatzstärkste Geschäftsfeld des Konzerns ist die ITAG Tiefbohr GmbH mit rund 300 Mitarbeiter. Sie teuft mit ihren acht Bohranlagen Tiefbohrungen in Westeuropa für die Erdöl- und Erdgasindustrie ab, betreibt Aufwältigungen von Bohrungen, realisiert Erdgasspeicher unter der Erde und ist auf dem Feld der Geothermie aktiv.
Die Maschinenfabrik ITAG Valves & Oilfields Products GmbH mit 120 Mitarbeitern entwickelt, produziert und vertreibt Ausrüstungen für die Erdöl- und Gasindustrie.
Die ITAG L&R GmbH mit rund 65 Mitarbeitern produziert bis zu 30 m lange, runde Präzisionsteile und Sondergewinde für den Maschinen-, Schiffs- und Anlagenbau sowie für Eisenbahnwellen und Hochdruckrohre.
Die Holding-Gesellschaft Hermann von Rautenkranz Internationale Tiefbohr GmbH und Co. KG widmet sich der Förderung von Öl und Gas.
Die Austrian Drilling & Production Services GmbH ist Dienstleister für die Erdöl- und Erdgasindustrie in Österreich und verfügt über zwei Bohranlagen.